# Кельтське море
Кельтське море (англ. Celtic Sea; ірл. An Mhuir Cheilteach; валл. Y Môr Celtaidd; корн. An Mor Keltek; брет. Ar Mor Keltiek; фр. La Mer Celtique) — море басейну Атлантичного океану. Обмиває береги Ірландії, Великої Британії та Франції, морські кордони обмежуються протокою Святого Георга, Бристольською затокою, Ла-Маншем. Назва походить від історичних територій що належали кельтам. Раніше частина вод Кельтського моря називалися Протока Святого Георга, але провідна частина акваторії не мала власної назви й визначалася як «південно-західні підходи» до Великої Британії. Через загальну геологію і гідрологію потреба в загальній назві давно назріла, і в 1921 році назву було запропоновано відомим англійським морським дослідником Ернестом Вільямом Лайонс Хольтом.
Площа 45 тис. км², глибина до 128 м. Високі припливи до 14,4 м у Бристольському каналі.

## Клімат
Акваторія моря лежить в помірному кліматичному поясі. Над морем увесь рік панують помірні повітряні маси. Переважає західний перенос. Значні сезонні коливання температури повітря. Зволоження достатнє і надмірне. Цілий рік переважає циклонічна діяльність, погода мінлива, часті шторми. Відносно тепла зима з нестійкою погодою і сильними вітрами; прохолодне літо з більш спокійною погодою.

## Біологія
Акваторія моря утворює морський екорегіон Кельтського моря бореальної атлантичної зоогеографічної провінції. У зоогеографічному відношенні донна фауна континентального шельфу до глибини 200 м відноситься до атлантичної області бореальної зони.